# Matthew Paris
Matthew Paris (1200? – 1259) byl anglický benediktinský mnich, kronikář, iluminátor a kartograf.

## Život

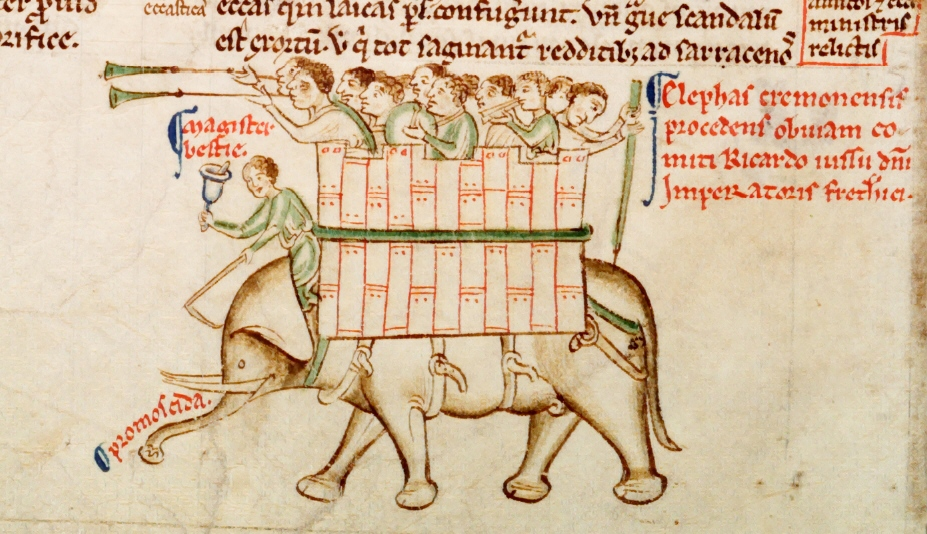
Obecní kapela z Cremony jedoucí na slonovi z Ms. 16 fo.216r

Paris vstoupil jako mnich do kláštera svatého Albana v Hertfordshire 21. ledna 1217. Pravděpodobně studoval v Paříži. Celý život strávil v mnišském rouchu. Roku 1248 se vydal s poselstvím francouzského krále Ludvíka IX. na norský královský dvůr. Norského krále Haakona IV. zřejmě okouzlil a strávil v severské zemi další čas při dohlížení na reformu kláštera Nidarholm v Trondheimském fjordu.

### Dílo
Mniši z opatství St. Alban byli známí svými kronikami. Paris napsal řadu převážně historických děl v latině, francouzštině a anglonormanštině. Také je sám ilustroval. Jeho Chronica Majora je často citovaný zdroj pro období let 1235–1259, ceněná pro originální ilustrace, i když moderní historici konstatují, že Paris nebyl vždy objektivní, protože byl přívržencem císaře Fridricha II. V jeho díle se projevuje značná nevraživost až nenávist k židům. Dále napsal Gesta abbatum monasterii Sancti Albani a Historia Anglorum.